# ایسیدرو سالا
ایسیدرو سالا (انگلیسی: Isidro Sala؛ زادهٔ ۲۹ سپتامبر ۱۹۴۰) بازیکن فوتبال اهل اسپانیا است.
از باشگاه‌هایی که در آن بازی کرده‌است می‌توان به باشگاه فوتبال ژیرونا اشاره کرد.
وی همچنین در تیم ملی فوتبال اسپانیا بازی کرده‌است.